# Hugo Flores
Hugo Flores (Ciudad de Guatemala, 9 de noviembre de 1987) es un futbolista guatemalteco. Este jugador empezó en Deportivo Siquinalá de Guatemala.

## Trayectoria
Hugo Flores ha tenido un gran desempeñó como defensa en el fútbol de Guatemala.

## Clubes
| Club                    | País      | Año             |
| ----------------------- | --------- | --------------- |
| Deportivo Siquinalá     | Guatemala | 2005 - 2006     |
| Deportivo Mictlán       | Guatemala | 2006 - 2007     |
| Deportivo Teculután     | Guatemala | 2007 - 2008     |
| Aurora Fútbol Club      | Guatemala | 2008 - 2009     |
| Antigua GFC             | Guatemala | 2009 - 2012     |
| Deportivo Sanarate F.C. | Guatemala | 2013            |
| Juventud Pinulteca FC   | Guatemala | 2014            |
| Barillas F.C.           | Guatemala | 2014 - Presente |

- Datos: Q20015094